# Sierra de Pacaraima
La sierra de Pacaraima, ou les Pakaraima, est une chaîne montagneuse située aux confins du Guyana, du Brésil et du Venezuela.
Elle appartient au plateau des Guyanes.

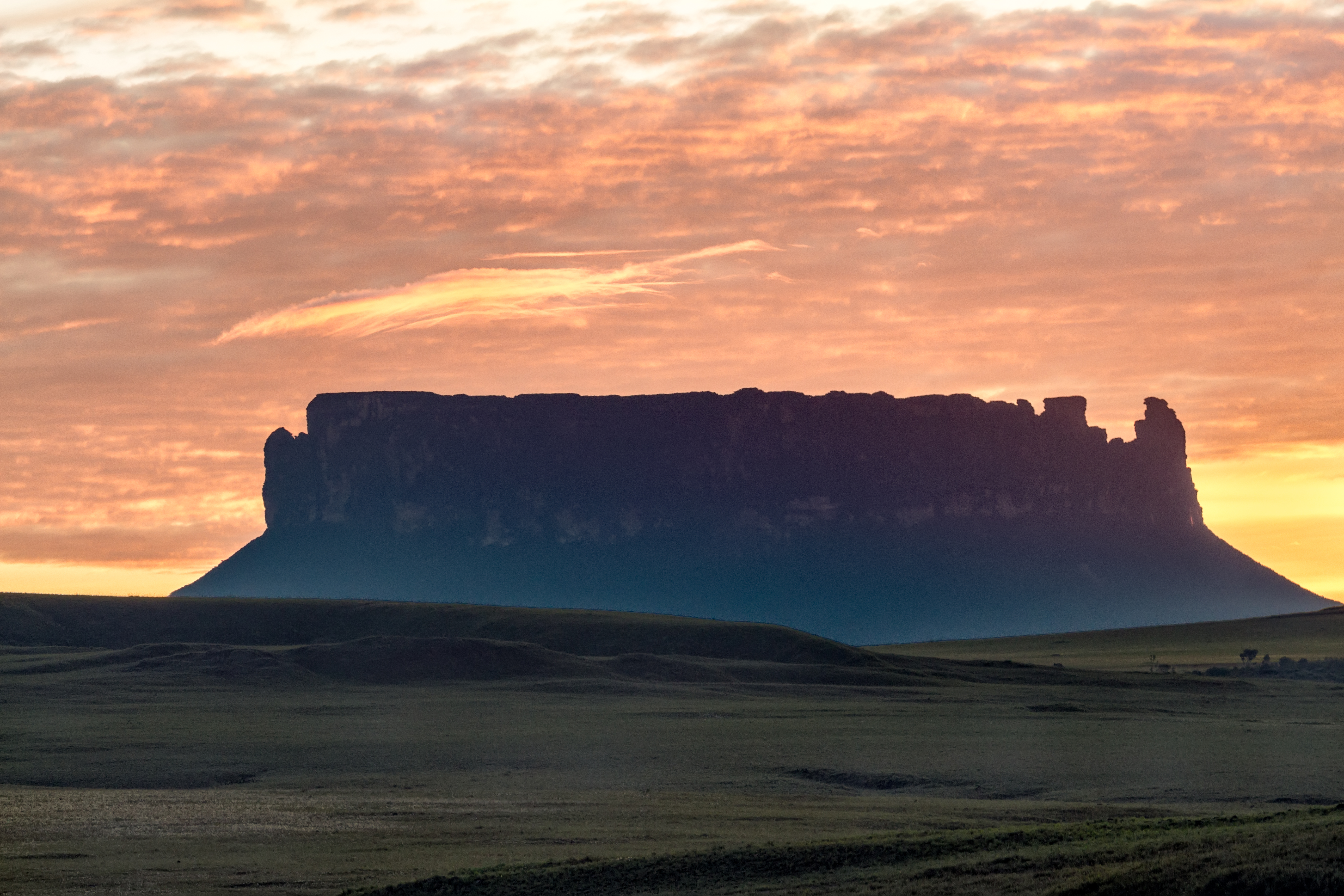
Vue du tepuy Yuruaní (ou Iwalkarima), culminant à 2400 m d'altitude.